# Dezumanizare

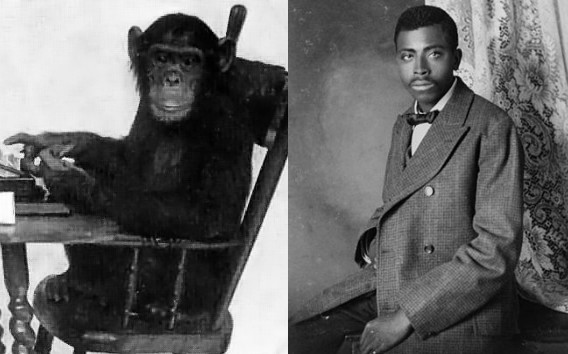
Ilustrare a dezumanizării animale. În această imagine o persoană cu pielea neagră este comparată cu o maimuță.

Dezumanizarea reprezintă, în sens comun, pierderea caracterelor umane (mai ales morale) ale unui individ sau ale unui grup de indivizi, a sentimentelor și sensibilității umane. În domeniul psihologiei sociale, acest concept se referă la procesul psihologic prin care un individ sau un grup de indivizi percepe și tratează alte ființe umane ca fiind inferioare rasei umane, considerându-le doar parțial umane sau chiar non-umane. Acest subiect a apărut relativ târziu în domeniul cercetării științifice. Kelman și Staub au fost primii specialiști care s-au interesat de acest subiect într-un mod sistematic începând din cea de-a doua jumătate a anilor 1970. 
Dezumanizarea poate avea loc în diferite contexte, cum ar fi conflictul între diverse grupuri, dar ea poate fi observată, de asemenea, în interacțiunile sociale clasice de zi cu zi prin manifestarea lipsei de angajare morală. Comportamentul dezumanizant nu are neapărat nevoie de o ideologie rasistă sau xenofobă pentru a se manifesta. În unele cazuri, aceste ideologii pot contribui într-o anumită măsură la dezumanizarea indivizilor. Astfel, în domeniul medicinei, de exemplu, dezumanizarea permite o anumită distanță în relația medic-pacient, care poate fi uneori benefică. Dezumanizarea poate lua diferite forme, cum ar fi infraumanizarea, dezumanizarea animală și mecanicistă. Chiar dacă dezumanizarea pare să fie un fenomen răspândit, pot fi dezvoltate strategii de evitare a manifestării ei.